# Геращенко, Александр Викторович
Алекса́ндр Ви́кторович Гера́щенко (род. 5 января 1971, Соликамск, Пермская область, РСФСР, СССР) — российский серийный убийца. В период с 1998 по 2006 годы совершил 7 убийств и 1 покушение на убийство с целью завладения оружием. Большинство его жертв были сотрудниками охраны и силовых структур.

## Биография

### Карьера
Александр Геращенко родился 5 января 1971 года в Соликамске. Проходил службу в специальном подразделении морской пехоты. Ему была присвоена военно-учётная специальность «водолаз-разведчик». После демобилизации Геращенко устроился на работу сотрудником пожарной охраны, к 2006 году занимал должность помощника начальника караула 16-й городской пожарной станции, обслуживавшей завод «Урал». Геращенко не пил, не курил, занимался спортом, не пил кофе и чай, не ел мясо, не пользовался мобильным телефоном, читал классическую литературу, учил иностранные языки (по его же собственному признанию, он мечтал когда-нибудь навсегда уехать в Испанию).

### Убийства
Первое убийство Геращенко совершил 13 июля 1998 года, жертвой стал Виктор Киселёв — солдат срочной службы, охранявший завод «Урал». Убийца застрелил часового из мелкокалиберной винтовки. Пуля попала ему прямо в голову. Добычей Геращенко стал автомат АК-74 с запасным магазином.
В 1999 году Геращенко предпринял попытку напасть на Межрайонный отдел вневедомственной охраны при Управлении Внутренних дел города Соликамска. Но преступника вовремя обнаружили в кустах, где он устроил засаду; задержать его не удалось.
Следующими жертвами Геращенко стали убитый в 2000 году охранник «Универсальной городской базы» (Александр Федосеев) и сотрудник службы безопасности ОАО «Соликамский магниевый завод» (Николай Миронов), погибший в ночь с 5 на 6 августа 2001 года. Оба они были убиты одиночными выстрелами через окна. Совершив последнее убийство, Геращенко попытался проникнуть на территорию магниевого завода, но сотрудник ВОХР открыл по нему огонь. Убийце пришлось скрыться и на 2 года залечь на дно.
Летом 2003 года Геращенко вновь совершил нападение на завод «Урал». Он на месте застрелил сотрудника ВОХР Владимира Кравченко, забрал его табельное оружие (револьвер «Наган» с 7 патронами) и скрылся в лесу.
19 сентября 2004 года убийца совершил уже третье по счёту нападение на завод «Урал». Его пятой жертвой стала заснувшая на дежурстве сотрудница ВОХР Любовь Попова, которая находилась в здании управления завода. У неё был украден револьвер «Наган» с кобурой и 6 патронами.
Днем 7 июня 2005 года Геращенко выстрелом из автомата смертельно ранил старшего сержанта милиции из подразделения вневедомственной охраны (Николая Сурсикова) и забрал у него табельный пистолет Макарова с полным магазином. Тяжело раненного милиционера обнаружили прохожие и вызвали «Скорую помощь», но врачам спасти его не удалось.
23 декабря 2005 года седьмой жертвой «Соликамского стрелка» (так прозвали в народе Геращенко) стала женщина (Юлия Тюхтина), которую он застрелил на глазах её 4-летней дочери; как позже выяснилось, он имел к убитой неразделённые чувства. Прохожие бросились в погоню за преступником, но тому удалось бежать. По дороге он сбросил с себя верхнюю одежду и маску. После этого случая убийца вновь залёг на дно.
В ночь с 25 на 26 декабря 2006 года Геращенко попытался проникнуть в магазин. Бдительные граждане вызвали милицию, и на задержание отправились двое сотрудников ОВО. Когда они подъехали к магазину, Геращенко открыл по ним огонь; один из милиционеров (Анатолий Матвеев) был ранен. Как позже выяснилось, Геращенко совершил попытку проникновения в магазин лишь для того, чтобы выманить милиционеров. Но завладеть оружием убийце не удалось —  в его направлении был открыт ответный огонь на поражение, и Геращенко пришлось ретироваться.

### Арест, следствие и суд
Выйти на след убийцы удалось по чистой случайности. В Соликамске произошёл пожар — сгорело здание бывшего завода «Урал». В сгоревшем здании были обнаружены останки автомата АК-74 и куски пояса бойца пожарной охраны. На месте последнего убийства Геращенко потерял светодиодный фонарик-«жучок» (он лежал в кармане камуфляжной куртки). Продавец соликамского магазина, в котором продавались такие фонарики, заявил, что поставлял ему их действующий сотрудник пожарной охраны. В свою очередь, пожарный сказал, что эти фонарики он получил от Геращенко.

Геращенко, почуяв повышенный интерес правоохранительных органов к его персоне, решил бежать за границу. Он написал рапорт об увольнении со службы, но обмануть милиционеров ему не удалось. 19 марта 2008 года Александр Геращенко был арестован на окраине Соликамска. При обыске у него были обнаружены фальшивые документы, деньги, оружие (пистолет Макарова) и карты европейских стран. Бывший водолаз-разведчик вёл себя спокойно, сразу же согласился сотрудничать со следствием. Геращенко выдал все тайники с оружием и признался в совершении 7 убийств на протяжении 8 лет. Свои действия он объяснял исключительно тягой к владению оружием:
Я не собирался продавать оружие, никакой личной выгоды у меня не было.
Родственники и сослуживцы Геращенко были весьма удивлены тем, что именно он оказался «Соликамским стрелком».
В Пермском краевом суде дело рассматривалось несколько месяцев. 7 ноября 2008 года Пермский краевой суд приговорил Александра Геращенко к пожизненному лишению свободы с отбыванием наказания в колонии особого режима. Верховный Суд России оставил приговор без изменения.
Был отправлен отбывать наказание в колонию «Белый лебедь».

## В массовой культуре
- Документальный фильм «Пермский зверь» из цикла «Вне закона» (2008)
- Документальный фильм «На дне» из цикла «Честный детектив» (2009)
- Документальный фильм «Смертельная коллекция» из цикла «Криминальные хроники» (2012)
- Документальный фильм «Коллекционер» из цикла «Незримый бой» (2013)
- Документальный фильм «Влюблённый хищник» из цикла «По следу монстра» (2021)